# Haggnberg
Haggnberg, früher Hagnberg, ist ein Gemeindeteil der Gemeinde Neukirchen im niederbayerischen Landkreis Straubing-Bogen.

## Geografie
Die Einöde liegt zweieinhalb Kilometer nördlich des Hauptorts der Gemeinde auf einem spornartigen Plateau unterhalb des Prünster Bergs auf einer Höhe von 604 m ü. NHN. Die nächstliegendsten Orte sind Hacka und Prünst.

## Geschichte
Die offizielle Schreibweise bis 10. April 2018 war Hagnberg.